# Villette (Yvelines)
Pour les articles homonymes, voir Villette.
Villette est une commune française située dans le département des Yvelines en région Île-de-France.
Ses habitants sont appelés les Villettois.

## Géographie

### Situation
La commune de Villette se trouve à 8 km environ au sud de Mantes-la-Jolie, dans la vallée de la Vaucouleurs. Le territoire s'étend dans le fond de la vallée (altitude : 50 m)  et déborde à l'est et à l'ouest sur le plateau du Mantois (altitude : 130 m).
Le territoire est partiellement boisé (environ 30 %), bois de Binanville à l'est, bois des Déserts sur le versant ouest. L'habitat se répartit entre le village et les écarts de Leuze et Garré le long de la route menant à Arnouville-lès-Mantes.

### Communes limitrophes
Les communes limitrophes sont Boinvilliers à l'ouest, Vert au nord, Breuil-Bois-Robert et Arnouville-lès-Mantes à l'est et Rosay au sud.

### Transports et voies de communications

#### Réseau routier
La commune est desservie par la route départementale D 983 qui relie Mantes-la-Jolie à Houdan.

#### Bus
La commune est desservie par la ligne 60 du réseau de bus Centre et Sud Yvelines.

### Occupation des solssimplifiée
Le territoire de la commune se compose en 2017 de 87,06 % d'espaces agricoles, forestiers et naturels, 7,38 % d'espaces ouverts artificialisés et 5,56 % d'espaces construits artificialisés.

### Climat
Pour des articles plus généraux, voir Climat de l'Île-de-France et Climat des Yvelines.
En 2010, le climat de la commune est de type climat océanique dégradé des plaines du Centre et du Nord, selon une étude du CNRS s'appuyant sur une série de données couvrant la période 1971-2000. En 2020, Météo-France publie une typologie des climats de la France métropolitaine dans laquelle la commune est exposée à un climat océanique et est dans la région climatique Sud-ouest du bassin Parisien, caractérisée par une faible pluviométrie, notamment au printemps (120 à 150 mm) et un hiver froid (3,5 °C).
Pour la période 1971-2000, la température annuelle moyenne est de 10,5 °C, avec une amplitude thermique annuelle de 14,3 °C. Le cumul annuel moyen de précipitations est de 677 mm, avec 10,5 jours de précipitations en janvier et 8 jours en juillet. Pour la période 1991-2020, la température moyenne annuelle observée sur la station météorologique la plus proche, située sur la commune de Magnanville à 5 km à vol d'oiseau, est de 11,6 °C et le cumul annuel moyen de précipitations est de 641,5 mm,. Pour l'avenir, les paramètres climatiques de la commune estimés pour 2050 selon différents scénarios d'émission de gaz à effet de serre sont consultables sur un site dédié publié par Météo-France en novembre 2022.
| Mois                                  | jan.             | fév.           | mars          | avril         | mai           | juin          | jui.         | août           | sep.          | oct.          | nov.            | déc.             | année      |
| ------------------------------------- | ---------------- | -------------- | ------------- | ------------- | ------------- | ------------- | ------------ | -------------- | ------------- | ------------- | --------------- | ---------------- | ---------- |
| Température minimale moyenne (°C)     | 1,7              | 1,8            | 3,6           | 5,5           | 8,6           | 11,6          | 13,4         | 13,6           | 10,9          | 8,6           | 4,8             | 2,3              | 7,2        |
| Température moyenne (°C)              | 4,3              | 5,1            | 7,8           | 10,7          | 13,9          | 17,2          | 19,5         | 19,5           | 16,2          | 12,5          | 7,7             | 4,8              | 11,6       |
| Température maximale moyenne (°C)     | 6,8              | 8,4            | 12,1          | 15,8          | 19,1          | 22,8          | 25,5         | 25,3           | 21,4          | 16,5          | 10,7            | 7,2              | 16         |
| Record de froid (°C) date du record   | −12,7 01.01.1997 | −12,3 07.02.12 | −8,5 13.03.13 | −3,2 06.04.21 | −0,7 06.05.19 | 3,3 01.06.06  | 6,6 16.07.12 | 5,8 28.08.1998 | 2,4 30.09.18  | −3,5 28.10.03 | −8,2 24.11.1998 | −10,1 29.12.1996 | −12,7 1997 |
| Record de chaleur (°C) date du record | 15,5 27.01.03    | 20,5 27.02.19  | 25,6 31.03.21 | 28,4 20.04.18 | 31,2 27.05.05 | 37,7 27.06.11 | 42 25.07.19  | 40,4 12.08.03  | 35,5 08.09.23 | 29,5 03.10.11 | 20,9 01.11.14   | 16,9 07.12.00    | 42 2019    |
| Précipitations (mm)                   | 48,5             | 47,7           | 48,4          | 42,5          | 62,1          | 53,9          | 51,5         | 56,5           | 40,9          | 65,3          | 57              | 67,2             | 641,5      |

## Urbanisme

### Typologie
Au 1er janvier 2024, Villette est catégorisée commune rurale à habitat dispersé, selon la nouvelle grille communale de densité à sept niveaux définie par l'Insee en 2022.
Elle est située hors unité urbaine. Par ailleurs la commune fait partie de l'aire d'attraction de Paris, dont elle est une commune de la couronne,. Cette aire regroupe 1 929 communes,.

## Toponymie
Le nom de la localité est attesté sous la forme Vileta en 1198.
Le nom de Villette vient du latin Villetta diminutif de ville, du latin villa et désigne un « petit domaine », puis par la suite un « petit village ». De l'oïl villette, « petite maison des champs », ou « très petite ville ».

## Histoire
Dans le polyptyque d'Irminon il est fait mention de deux écarts (ou hameaux) Chavannes et Leuze qui appartenaient dès 812 à l'abbaye de Saint-Germain-des-Prés.
En août 1671, la seigneurie de Villette est unie au marquisat du Rosay en faveur de François Briçonnet, président au parlement de Paris (+ 1705). Elle passe ensuite par vente aux Chénedé, à Charles Savalette de Magnanville, riche fermier général (1748), et aux Brétignières (1760).

## Politique et administration

### Liste des maires
| Période                                  | Période  | Identité           | Étiquette | Qualité |
| ---------------------------------------- | -------- | ------------------ | --------- | ------- |
| Les données manquantes sont à compléter. |          |                    |           |         |
| mars 1965                                | 1995     | Gilbert Petit      |           |         |
| mars 1995                                | 2020     | Pierre Jean,       |           |         |
| 2020                                     | En cours | Philippe Pasdeloup |           |         |

### Instances administratives et judiciaires
La commune de Villette appartient au canton de Bonnières-sur-Seine et est rattachée à la communauté de communes du Pays Houdanais (CCPH).
Sur le plan électoral, la commune est rattachée à la neuvième circonscription des Yvelines, circonscription à dominante rurale du nord-ouest des Yvelines.
Sur le plan judiciaire, Villette fait partie de la juridiction d’instance de Mantes-la-Jolie et, comme toutes les communes des Yvelines, dépend du tribunal de grande instance ainsi que de tribunal de commerce sis à Versailles,.

## Population et société

### Démographie

#### Évolution démographique
L'évolution du nombre d'habitants est connue à travers les recensements de la population effectués dans la commune depuis 1793. Pour les communes de moins de 10 000 habitants, une enquête de recensement portant sur toute la population est réalisée tous les cinq ans, les populations de référence des années intermédiaires étant quant à elles estimées par interpolation ou extrapolation. Pour la commune, le premier recensement exhaustif entrant dans le cadre du nouveau dispositif a été réalisé en 2004.

En 2022, la commune comptait 537 habitants, en évolution de +1,32 % par rapport à 2016 (Yvelines : +2,72 %, France hors Mayotte : +2,11 %).
| 1793 | 1800 | 1806 | 1821 | 1831 | 1836 | 1841 | 1846 | 1851 |
| ---- | ---- | ---- | ---- | ---- | ---- | ---- | ---- | ---- |
| 454  | 438  | 507  | 487  | 505  | 497  | 428  | 417  | 340  |

| 1856 | 1861 | 1866 | 1872 | 1876 | 1881 | 1886 | 1891 | 1896 |
| ---- | ---- | ---- | ---- | ---- | ---- | ---- | ---- | ---- |
| 312  | 333  | 316  | 317  | 288  | 230  | 230  | 247  | 225  |

| 1901 | 1906 | 1911 | 1921 | 1926 | 1931 | 1936 | 1946 | 1954 |
| ---- | ---- | ---- | ---- | ---- | ---- | ---- | ---- | ---- |
| 219  | 225  | 209  | 212  | 219  | 198  | 213  | 228  | 236  |

| 1962 | 1968 | 1975 | 1982 | 1990 | 1999 | 2004 | 2006 | 2009 |
| ---- | ---- | ---- | ---- | ---- | ---- | ---- | ---- | ---- |
| 223  | 234  | 295  | 300  | 439  | 470  | 503  | 520  | 514  |

| 2014 | 2019 | 2022 | - | - | - | - | - | - |
| ---- | ---- | ---- | - | - | - | - | - | - |
| 529  | 509  | 537  | - | - | - | - | - | - |

#### Pyramide des âges
En 2018, le taux de personnes d'un âge inférieur à 30 ans s'élève à 32,0 %, soit en dessous de la moyenne départementale (38 %). À l'inverse, le taux de personnes d'âge supérieur à 60 ans est de 27,1 % la même année, alors qu'il est de 21,7 % au niveau départemental.
En 2018, la commune comptait 252 hommes pour 264 femmes, soit un taux de 51,16 % de femmes, légèrement inférieur au taux départemental (51,32 %).
Les pyramides des âges de la commune et du département s'établissent comme suit.
| Hommes | Classe d’âge | Femmes |
| ------ | ------------ | ------ |
| 1,2    | 90 ou +      | 0,8    |
| 7,2    | 75-89 ans    | 6,2    |
| 21,7   | 60-74 ans    | 17,3   |
| 22,5   | 45-59 ans    | 24,6   |
| 14,9   | 30-44 ans    | 19,6   |
| 14,5   | 15-29 ans    | 15,0   |
| 18,1   | 0-14 ans     | 16,5   |

| Hommes | Classe d’âge | Femmes |
| ------ | ------------ | ------ |
| 0,6    | 90 ou +      | 1,4    |
| 6      | 75-89 ans    | 7,8    |
| 13,5   | 60-74 ans    | 14,8   |
| 20,7   | 45-59 ans    | 20,1   |
| 19,6   | 30-44 ans    | 19,9   |
| 18,5   | 15-29 ans    | 16,8   |
| 21,2   | 0-14 ans     | 19,2   |

## Économie
- Commune rurale et résidentielle.
- Agriculture.
- Établissement piscicole.

## Culture locale et patrimoine

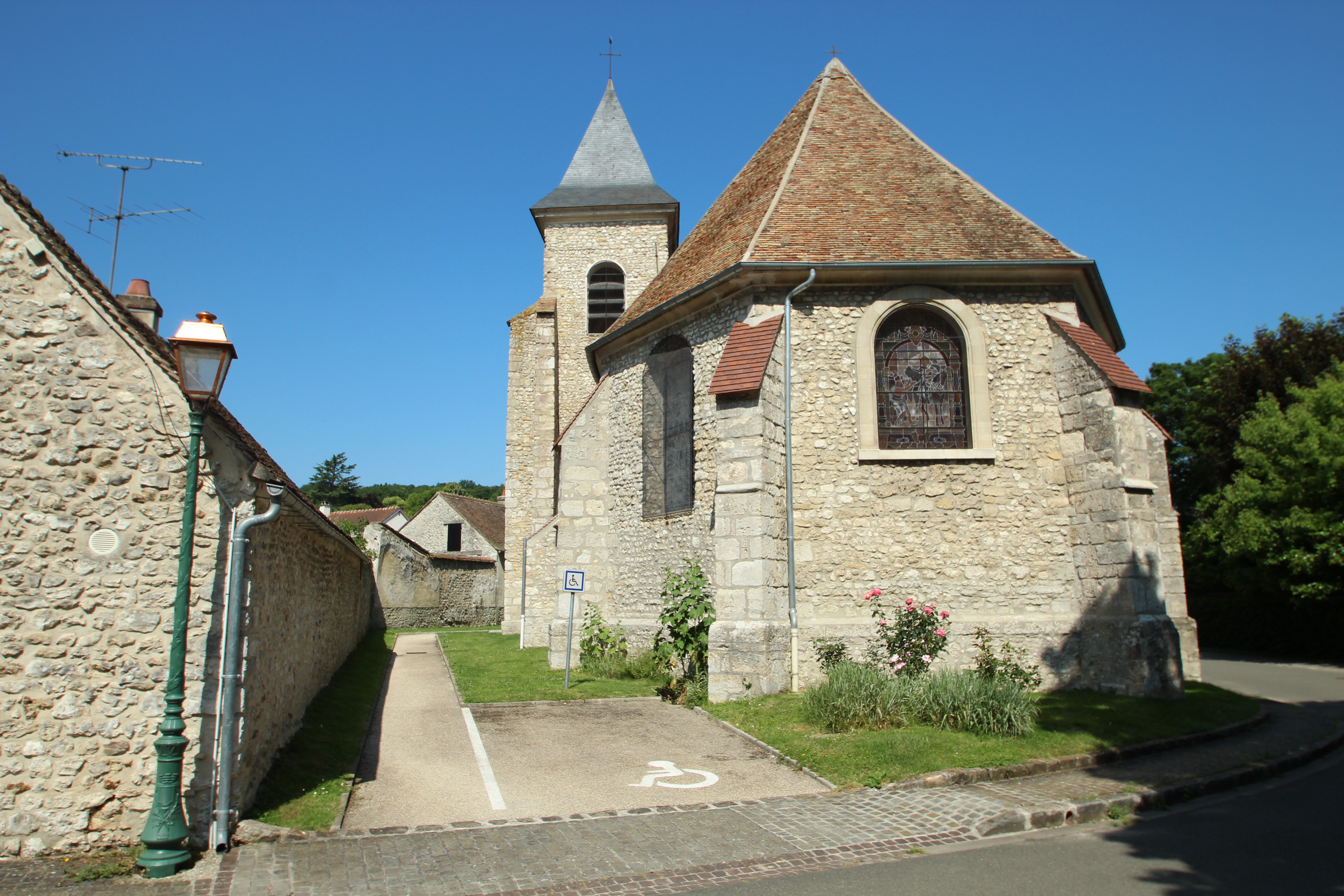
L'église Saint-Martin.

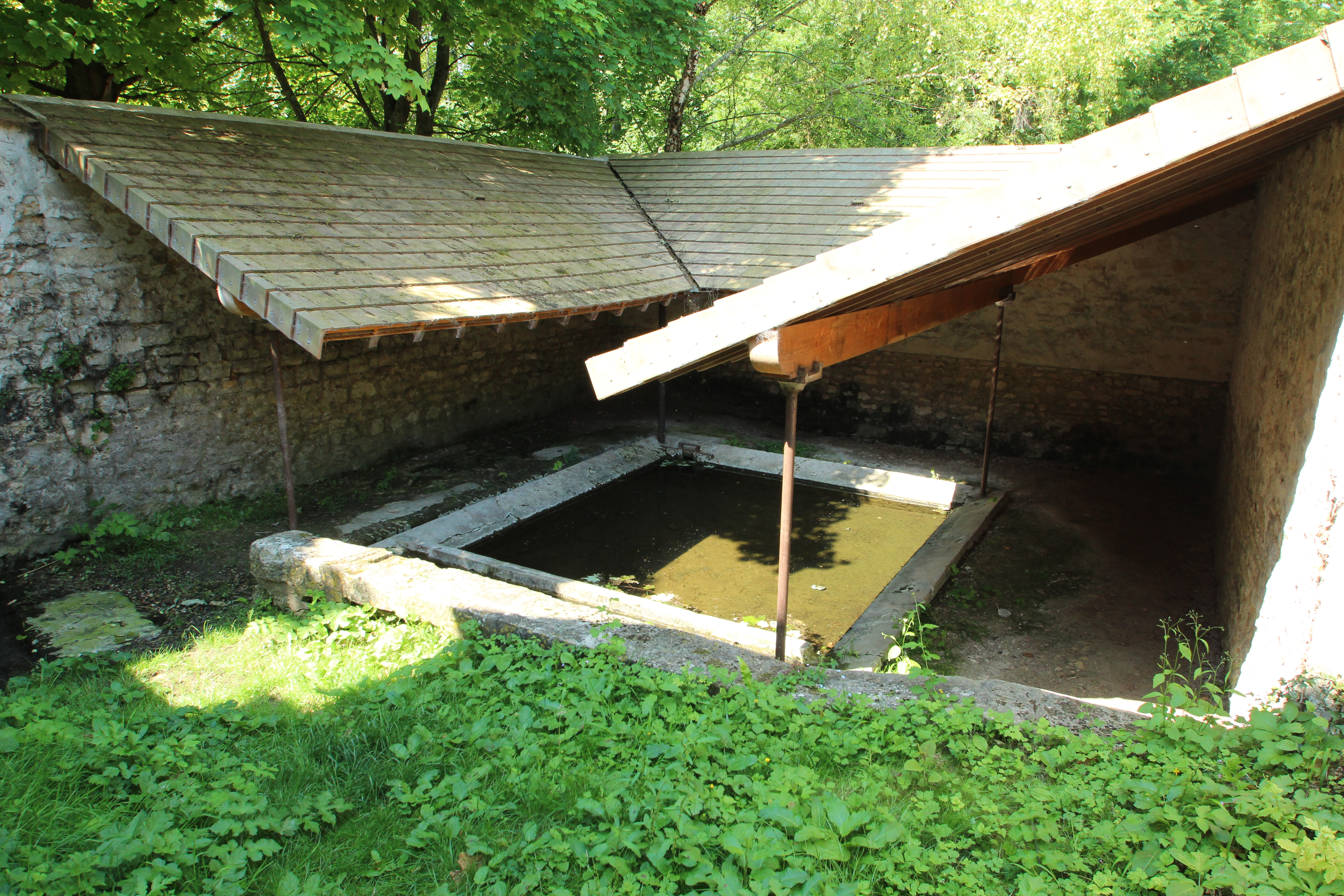
Lavoir de la rue de Saint-Martin.

### Lieux et monuments
- Église Saint-Martin : édifice datant du XIe siècle avec un clocher en forme de tour carré à flèche revêtue d'ardoise.
- Moulins de Chavannes, l'un des plus anciens moulins de la vallée, qui dépendait autrefois de l'abbaye de Saint-Germain-des-Prés (aujourd'hui propriété privée).
- Une particularité : la commune possède quatre lavoirs, dont certains servaient aussi au rouissage du lin.

### Personnalités liées à la commune
- Georges Courteline (1858-1929), romancier et dramaturge a vécu à Villette, où il a épousé en 1902 l'actrice Suzanne Berty (de son vrai nom Berthe Fleury), qui est enterrée dans le cimetière communal[26].

### Héraldique
| Blason de Villette (Yvelines) | Blason  | D'azur aux deux fasces d'argent surmontées de trois besants d'or rangés en chef. |
| Blason de Villette (Yvelines) | Détails | Le statut officiel du blason reste à déterminer.                                 |